# Луккі Теджамукті
Луккі Теджамукті (нар. 12 червня 1967) — колишня індонезійська тенісистка.
Найвищу одиночну позицію світового рейтингу — 418 місце досягла 30 вересня 1991, парну — 314 місце — 23 вересня 1991 року.
Здобула 2 парні титули туру ITF.

## Фінали ITF

### Парний розряд (2–3)
| Турніри $10,000 |

| Результат | Ранг | Дата            | Місце               | Покриття | Партнерка         | Суперниці у фіналі             | Рахунок          |
| Поразка   | 1.   | 26 березня 1989 | Джакарта, Індонезія | Тверде   | Агустіна Вібісоно | Вая Валаланґі Сузанна Вібово   | 2–6, 6–2, 1–6    |
| Поразка   | 2.   | 6 серпня 1989   | Джакарта, Індонезія | Тверде   | Patricia Budiono  | Яюк Басукі Сузанна Вібово      | 6–4, 0–6, 3–6    |
| Перемога  | 3.   | 18 червня 1990  | Семаранг, Індонезія | Ґрунт    | Колетте Селі      | Іраваті Іскандар Танті Трайоно | 6–4, 4–6, 7–6(3) |
| Поразка   | 4.   | 6 травня 1991   | Маніла, Філіппіни   | Тверде   | Іраваті Іскандар  | Лі Фан Тан Мінь                | 6–7, 7–6, 6–7    |
| Перемога  | 5.   | 9 вересня 1991  | Бангкок, Таїланд    | Тверде   | Іраваті Іскандар  | Лі Фан Тан Мінь                | 4–6, 7–5, 6–4    |